# 植田重太郎
植田 重太郎（うえだ じゅうたろう、1860年（万延元年10月） - 1897年（明治30年）1月14日）は、日本の政治家、衆議院議員（1期）。

## 経歴
摂津国島下郡（のち大阪府三島郡味舌村→味舌町→三島町、現・摂津市）生まれ。農業を営んだ。
1894年3月の第3回衆議院議員総選挙において大阪6区から自由党所属で立候補して当選する。同年9月の第4回衆議院議員総選挙で落選した。衆議院議員は1期務め、1897年に死去した。